# Abraham Cowley
Abraham Cowley (n. 1618 - d. 28 iulie 1667) a fost un poet, dramaturg și eseist englez, unul dintre cei mai importanți poeți englezi ai secolului al XVII-lea.
A scris în engleză și latină și este considerat un precursor al clasicismului.

## Opera
- 1647: Iubita ("The Mistress"), sonet;
- 1656: Davideis ("Davideis"), poem epic;

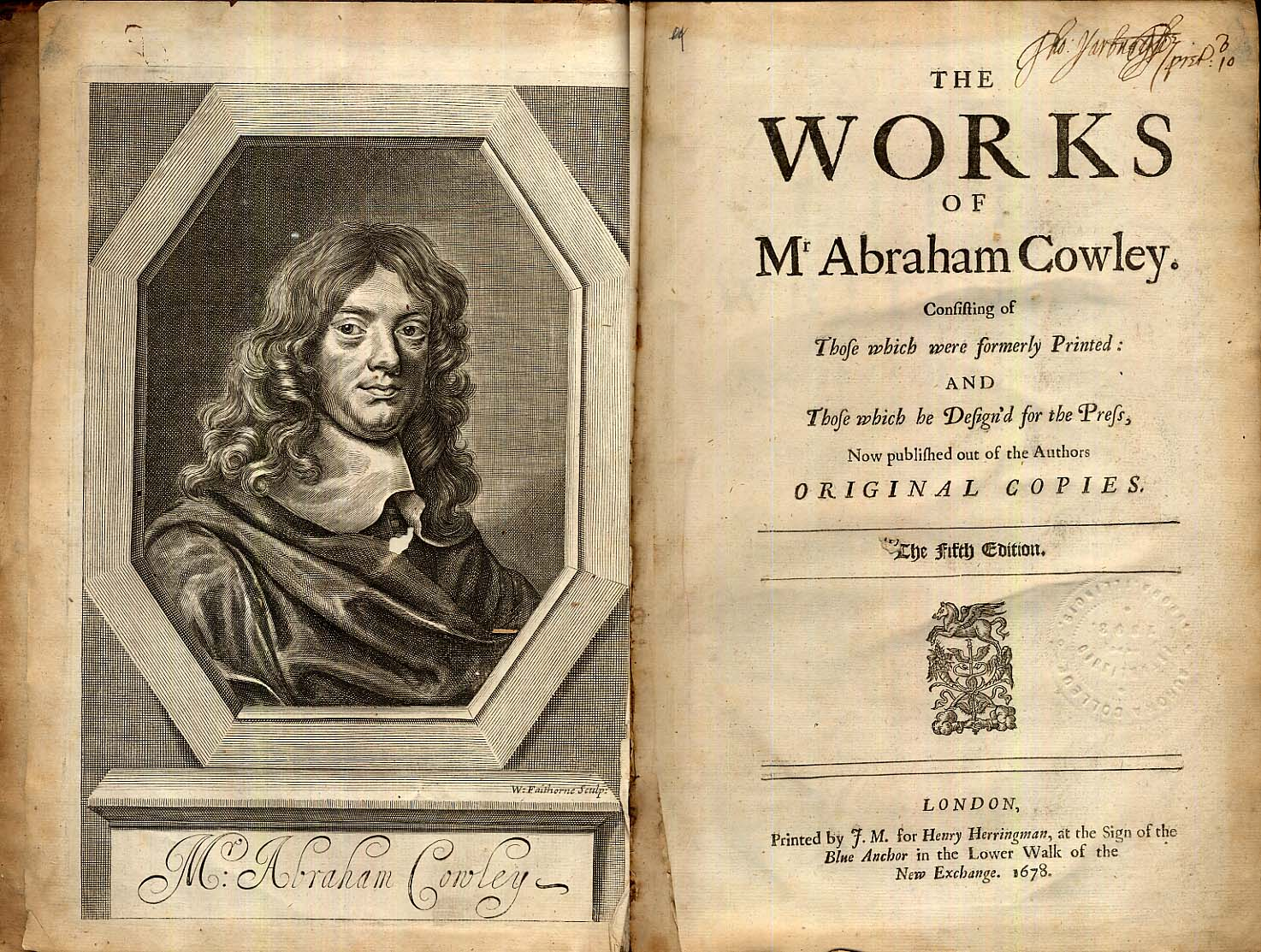
Pagina-titlu a ediției de opere complete apărută în 1678

- 1668: Eseuri ("Essays").